# Brobacka, Helsingfors
Brobacka (fi. Siltamäki) är en stadsdel i Skomakarböle distrikt i Helsingfors stad. 
Brobacka ligger i norra Helsingfors vid Vanda å, som utgör gränsen mot Vanda stad. De första tecknen på mänsklig aktivitet i Brobacka kan spåras tillbaka till år 2500-2000 f.Kr. Den nuvarande bebyggelsen härstammar dock från långt senare tider; 1950-, 1960- och 1970-talen. 
I Brobacka finns ett köpcentrum med, förutom affärer, också en simhall. Större affärer ligger längs med Ring III i Vanda. I Brobacka ligger friluftsmöjligheterna nära till hands, med friluftsområden, sportplaner och till exempel minigolf. 